# Stefan Uroš II Milutin
Stefan Uroš II Milutin Nemanjić, en serbe cyrillique Стефан Урош II Милутин Немањић, en français Étienne Milutine ou Miloutine, est roi de Serbie de 1282 à 1321, souverain de la dynastie des Nemanjić. Il est le fils d'Uros Ier et d'Hélène d'Anjou.
C'est un saint de l'Église orthodoxe, célébré le 30 octobre, avec son frère Dragoutine

## Milutin, Dragutin et le trône de Serbie

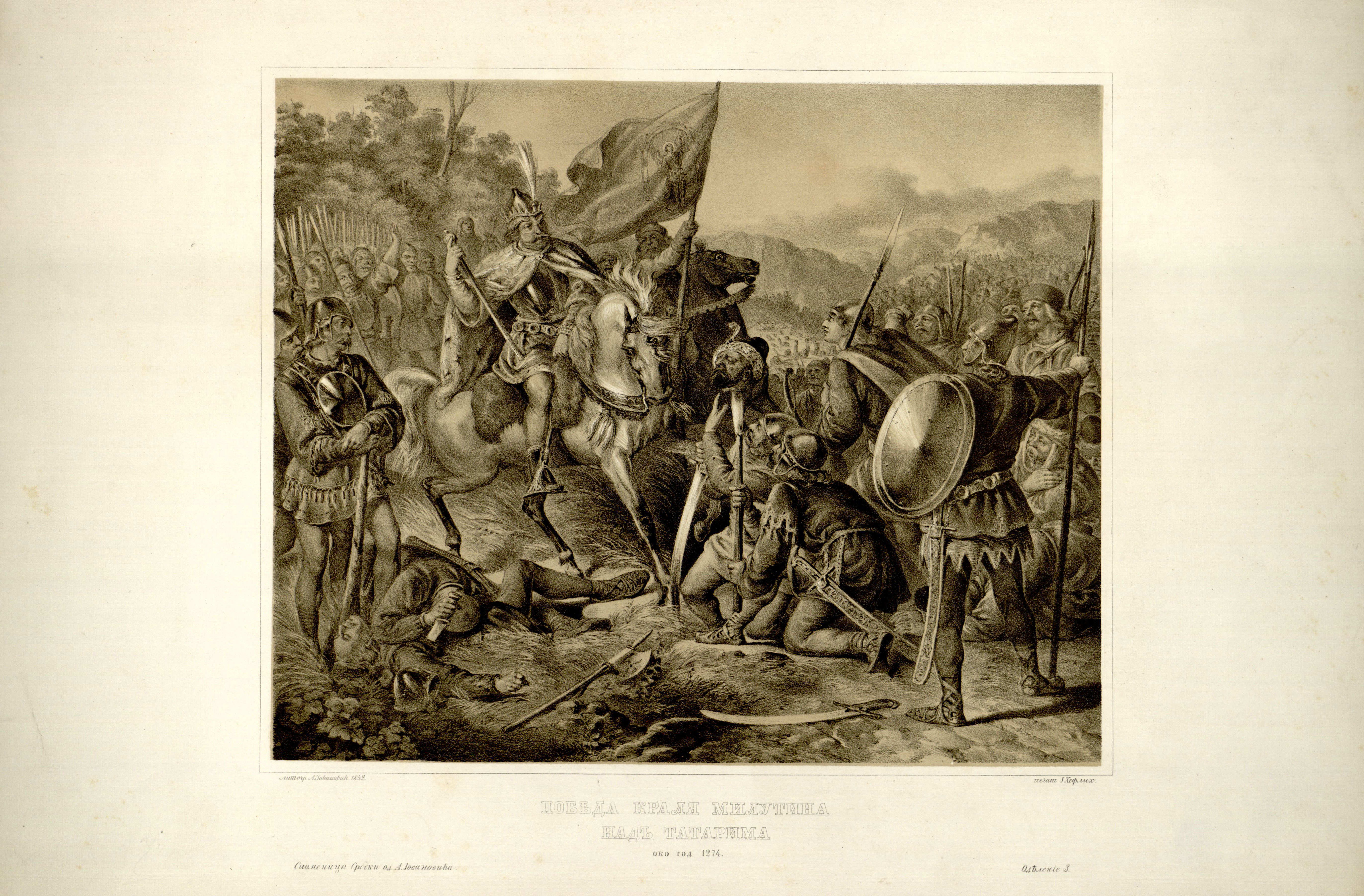
Victoire de Milutin sur les Tartares en 1274(?).

Milutin profita de la rebellion's de la noblesse serbe contre son frère Dragutin pour prendre le trône de Serbie. Lors de l'assemblée de Dezevo en 1282, il est décidé que Dragutin renoncerait au trône de Serbie en faveur de son frère Milutin ; en contrepartie, ce dernier s'engageait à faire du fils de Dragutin, Vladislav, son successeur.
Mais, dès son arrivée au pouvoir, Milutin exprime clairement son désir de voir son propre fils hériter de ses terres.
Dragutin attaqua alors Milutin avec l'aide de l'armée de Hongrie. Il échoue dans cette confrontation. La réconciliation entre les deux frères eut lieu grâce à l'entremise de l'archevêque Danilo II (Daniel).

## Conquêtes en Macédoine byzantine et en Bulgarie
La décision de remplacer Dragutin par Milutin est aussi motivée par le besoin de conquête de la noblesse serbe. Elle n'est pas déçue : les deux tiers de la Macédoine byzantine tombent entre les mains du roi ; une ligne frontière est tracée, passant par Štip, Prilep et Ohrid. Le Nord de l'Albanie, jusqu'à Croïa, est également conquis. En 1284, Milutin en avait terminé avec Byzance.
Milutin arrête là sa marche vers le sud et il se tourne vers l'est et la Bulgarie. Ce pays est divisé entre plusieurs souverains ; il décide avec son frère Dragutin de profiter de la division des Bulgares pour occuper, sur le Danube, la ville de Ždrelo, la région de Braničevo ainsi que Kučevo.
Vers 1292, le prince bulgare Šišman de Vidin, vassal du khan tartare Nogaï, attaqua le territoire de Milutin ; celui-ci contre-attaqua et prit Vidin, mais les adversaires firent rapidement la paix, probablement grâce à l'influence de Nogaï. Šišman fut réinstallé à Vidin, sous suzeraineté nominale de Milutin, et des arrangements matrimoniaux eurent lieu. Peu après, à la suite de menaces d'attaque de la part de Nogaï, Milutin offrit des présents et envoya son fils Stefan Dečanski en otage au Khan pour préserver la paix. Dečanski resta en otage jusqu'en 1299.

## La guerre de succession
Lors de sa dispute avec son frère Dragutin, le roi Milutin avait désigné son fils Stefan comme successeur à la couronne de Serbie. Mais lorsqu'il se réconcilia avec son frère grâce à la médiation de Danilo II, son fils Stefan craignit de perdre le titre de Roi de Serbie. Il organisa sur son domaine de Zeta le rassemblement de tous les nobles fidèles à sa revendication.
Milutin eut vent du complot. Il rassembla son armée en 1314 et s'invita au « débat ». Il arrêta son fils, le prit dans ses bras, lui accorda son pardon et le fit envoyer à Skopje enchaîné pour qu'on lui crève les yeux. Car, selon la coutume byzantine, un héritier aux yeux crevés ne pouvait prétendre au trône. Après le châtiment, Stefan fut exilé avec sa famille à Constantinople à la cour d'Andronic II. Cet exil constitua une expérience pleine d'enseignements pour l'un des enfants de Stefan, Dušan.
L'Impératrice Irène qui était respectée par Milutin tenta alors de placer sur le trône de Serbie l'un de ses deux fils. Elle échoua dans cette entreprise car, pour l'Assemblée et le peuple serbe, ne pouvait être souverain de Serbie qu'un Nemanjic.
Milutin était aussi opposé à l'idée que son neveu lui succède sur le trône de Serbie. Ainsi, lorsque son neveu Vladislav remplaça son frère Dragutin, il le fit arrêter.
La Hongrie, qui était l'alliée de Vladislav, déclara la guerre à la Serbie, Milutin réagit alors au plus vite et occupa toutes les terres que les Hongrois avaient données à son frère Dragutin : la région de la Mačva, Lupnik, Rudnik et surtout la ville de Belgrade. Les Hongrois plièrent, mais appelèrent le Pape à l'aide. Le Pape organisa alors une large alliance de tous les voisins de la Serbie pour abattre Milutin et permettre à la Hongrie de réorganiser ses forces. Il appela les Croates du Ban Mladen II Bribirski et les seigneurs Albanais à déclarer la guerre à la Serbie.
Pour contrer les Albanais, Milutin les acheta. Les Croates avait occupé la région de Hum : Milutin quitta la région de Belgrade avec son armée et les vainquit. Au cours de la bataille qu'il gagna, il réussit même à capturer le frère du Ban, concluant ainsi une trêve avec les Croates. Pendant ce temps, les Hongrois avaient réorganisé leur armée et avait réoccupé Belgrade et la Mačva. Milutin revint dans le Nord de la Serbie et conclut également la paix avec les Hongrois, sur la base d'un statu quo tenant compte des conquêtes et reconquêtes des deux camps. Il conserva ainsi toutes ses conquêtes sauf Belgrade.

## Renforcement de l'alliance avecTsarigrad
Une fois les guerres contre Tsarigrad (littéralement la « ville de l'empereur », c'est ainsi que les Serbes nommaient Constantinople) terminées et la paix revenue, le roi Milutin négocia la reconnaissance par l'empereur Andronic II Paléologue des conquêtes serbes en Macédoine. En échange, il offrit à l'empereur la paix ; il lui demanda aussi la main d'une princesse Byzantine. Après le refus de la sœur de l'empereur, il donna sa jeune fille Simonida à Milutin ; le mariage fut célébré en 1299. L'alliance était établie entre les deux souverains.
Milutin reçut aussi la visite des représentants du Saint-Siège. L'Église latine voulait faire passer les serbes dans la religion Catholique. Milutin n'était pas contre l'abandon du christianisme Orthodoxe, il négocia avec le patriarche de Rome. Mais, les négociations capotèrent, car le Pape ne se plia pas aux conditions de Milutin. Et elles furent totalement rompues, lorsque Rome organisa l'alliance des voisins de la Serbie pour défendre la Hongrie contre l'avancée des serbes lors de la guerre de succession.
En Asie Mineure, presque toutes les places byzantines étaient tombées aux mains des Turcs Ottomans, Constantinople n'avait plus d'or pour engager de nouveaux mercenaires catalans, elle n'avait même plus d'argent pour payer ceux qui la servaient déjà. Les Catalans avaient même pillé à plusieurs reprises les monastères du Mont Athos et les trésors du monastères de Hilandar avaient été sauvés par Danilo II.
L'empereur Andronic demanda à Milutin de l'aide. En 1312, Milutin dépêcha à son beau-père une armée serbe sous les ordres du Voïvode Novak Grebstrek. C'était la première fois que l'on donnait le titre de Voïvode à un chef militaire serbe. Novak combattit les turcs ottomans en Asie Mineure pendant un an. Il revint en Serbie honoré de la gratitude de l'empereur de Constantinople.

## L'essor économique de la Serbie
La Serbie avait des routes ; Milutin bâtissait à tour de bras des monastères ; le commerce avec Byzance et la ville libre de Raguse enrichissait ses habitants. Mais tout cela n’était rien en comparaison de la richesse en or et surtout en argent des mines serbes. Uroš le père de Milutin, avait posé la première pierre de la richesse de la Serbie ; il avait formé les Serbes à l'extraction minière grâce aux mineurs saxons qui étaient venus de Transylvanie. L'exploitation des mines se développant, c'est elle qui financera toutes les activités des Nemanjic.

## Le législateur
Milutin réforma aussi le système juridique serbe selon le modèle byzantin, mais en respectant les traditions et autorités serbes traditionnelles, comme l’assemblée. Il mit en place les « bureaux juridiques », où étaient élaborés et sauvegardés divers actes juridiques de la population serbe, qu'il s'agisse de riches marchands, de paysans ou de nobles. Certaines décisions du bureau juridique formèrent jurisprudence et devinrent même des lois qui furent appliquées par les successeurs de Milutin. le roi Dečanski ou l'empereur Dusan faisait appel à elles sous le titre de « Saintes Lois du saint roi Milutin ».
Le bureau juridique uniformisa la procédure juridique. Il décida aussi de la compétence et la composition des tribunaux, composition qui tenait compte de l'égalité et de la liberté des Serbes, car elle était indépendante du rang social.

## Le mécène de la médecine, et le bâtisseur
Milutin est le plus grand bâtisseur serbe de monastères et d'églises. Il a fait construire en Serbie, mais aussi hors de Serbie, à Jérusalem, les monastères des Saints-Archanges, l'Église Saint Nicolas et Saint Georges à Thessalonique; dans le grand port de la mer Égée, il fit aussi construire un palais.
Dans Constantinople et dans le Monastère de Saint Prodrom, il fit construire tout un complexe hospitalier, un centre de repos pour les étrangers, une église et un palais.
Milutin encouragea aussi la médecine, il donna des fortunes en or et de grands moyens aux meilleurs médecins pour qu'ils interviennent dans ses centres, directement sur les malades, et pour qu'ils partagent leurs connaissances.
En plus Milutin développa le Monastère de Hilandar à la suite de Saint Sava ; sur les précieux conseils de l'archevêque Danilo II, il fit bâtir deux tours pour sécuriser les défenses de ce monastère qui était menacé de pillage par les mercenaires catalans, une tour sur la route et une autre dans un angle du monastère qui porte aujourd'hui son nom ; près de la tour, il construisit aussi une église, l'église de l'Ascension.

## État de règne, la Serbie chrétienne orthodoxe
Expansion territoriale au sud et au nord de la Serbie, création d'une solide administration, création artistique, construction de monuments dans tout le monde chrétien orthodoxe, Milutin a fait de la Serbie un grand pays d'Europe, très influencé par la Rome d'Orient, Constantinople qui était présente partout dans la vie quotidienne, l'administration, l'armée et l'éducation.
Cette acceptation de la culture grecque fut possible parce que l'empire Byzantin sut, contrairement au catholicisme, ne pas imposer sa langue. Les Serbes n'ayant pas l'impression de perdre leur identité slave, ils se tournèrent vers Byzance, plutôt que vers Rome qui leur imposait le latin et prétendait faire des souverains serbes des vassaux de la papauté. L'orthodoxie chrétienne était encore sous l'autorité de l'empereur donc du souverain. Milutin inscrivit donc non seulement les souverains et l'élite, mais aussi le peuple serbe, dans le Christianisme orthodoxe et, à partir de son règne, il devint impossible à un Serbe de ne pas se dire Chrétien orthodoxe.
Le roi Milutin meurt en 1321 le 29 octobre (calendrier grégorien). On l'enterra dans le monastère de Banjska au Kosovo.

## Mariages et descendance
Les sources anciennes étant contradictoires ou équivoques, le nombre et la chronologie des mariages de Milutin ont été débattus par les historiens modernes et ont évolué selon l'avancée de l'historiographie. On lui connait comme épouses :
- Jelena, une noble serbe connue par une représentation du monastère de Đurđevi Stupovi
- une fille anonyme de Jean Ier Doukas de Thessalie (parfois confondue avec sa sœur nommée Hélène, et avec la précédente)
- Élisabeth, fille d'Étienne V de Hongrie, dont il eut une fille, Zorica[4].
- Anne, fille de Georges Ier Terter, dont il eut Stefan
- Simone Paléologue, épousée en 1299 , dont il n'eut pas d'enfant

Il a aussi pour fils :
Konstantin

### Sources
- Dusan Batkovic, Histoire du peuple serbe, éditions L'âge d'homme  (ISBN 2-8251-1958-X)
- Georges Castellan, Histoire des Balkans, XIVe – XXe siècle, éditions Fayard  (ISBN 2-213-60526-2)
- Donald M. Nicol, Les Derniers siècles de Byzance, 1261-1453, éditions les Belles Lettres  (ISBN 2-251-38074-4)